# Yannick Noah
Yannick Noah (* 18. Mai 1960 in Sedan) ist ein ehemaliger französischer Tennisspieler und heutiger Popsänger mit kamerunischen Wurzeln.

## Tenniskarriere
Noah war von 1977 bis 1991 auf der Profitour unterwegs. Nachdem er bis Mitte 1982 bereits acht Turniere gewonnen hatte, erreichte er im August dieses Jahres durch seinen neunten Turniersieg in South Orange erstmals die Top 10 der Weltrangliste. Bei den French Open kam er in den Jahren 1981 und 1982 jeweils bis ins Viertelfinale. Zu einem seiner erfolgreichsten Jahre wurde das Jahr 1983: Zunächst gewann er im April und Mai die beiden Turniere von Madrid und Hamburg, ehe er Anfang Juni auch die French Open für sich entscheiden konnte. Lediglich im Viertelfinale gegen Ivan Lendl musste er dabei einen Satzverlust hinnehmen und gewann ansonsten alle seine Matches glatt in drei Sätzen – unter anderem das Finale gegen Mats Wilander. Damit ist er bei den Herren bis heute der letzte Franzose, dem ein Einzelsieg bei einem der vier Grand-Slam-Turniere gelang. Er kam dadurch bis auf Platz 4 der Weltrangliste nach vorne und erreichte auch bei den US Open erstmals in seiner Karriere das Viertelfinale. Am Ende des Jahres wurde er von der Sportzeitung L’Équipe zu Frankreichs Sportler des Jahres („Champion des champions“) gewählt.
Etwas weniger erfolgreich verlief für Noah das Jahr 1984, wo er im Einzel kein Turnier gewinnen konnte und auch nur bei einem Turnier im Finale stand. Bei den French Open erreichte er das Viertelfinale im Einzel, gewann zusammen mit Henri Leconte aber das Turnier im Doppel. 1985 gewann er dann drei weitere Turniere im Einzel – unter anderem in Rom – und stand im Doppel gemeinsam mit Leconte bei den US Open im Finale. 1986 konnte Noah im Mai das Turnier von Forest Hills gewinnen und erreichte bei den French Open das Achtelfinale, das er jedoch verletzungsbedingt nicht antreten konnte. Obwohl er daraufhin fast drei Monate pausieren musste, belegte er im Juli dann trotzdem zwei Wochen lang mit Platz 3 die höchste Platzierung seiner Karriere in der Einzel-Weltrangliste. Er konnte sich bis Oktober 1988 nahezu durchgängig in den Top 10 der Einzel-Weltrangliste behaupten und gewann weitere vier Turniere in dieser Zeit. Im Doppel spielte er zwischen 1986 und 1988 außerdem erfolgreich mit Guy Forget zusammen und belegte dabei insgesamt 19 Wochen die Spitzenposition der Weltrangliste – unter anderem durch das Finale 1987 bei den French Open und insgesamt neun Turniersiege.
Zum Ende seiner Karriere gewann Noah in Sydney Anfang 1990 sein 23. und letztes Turnier im Einzel. Bei den Australian Open erreichte er dann noch einmal das Halbfinale eines Grand-Slam-Turniers, das er gegen den damaligen Weltranglistenersten und späteren Turniersieger Ivan Lendl verlor. Im Achtelfinale hatte Noah den damals 18-jährigen Pete Sampras in vier Sätzen besiegt, der im gleichen Jahr später die US Open gewann. In Nizza gewann Noah im April gemeinsam mit Alberto Mancini seinen letzten Doppeltitel und beendete nach der Saison 1991 – abgesehen von einem kurzzeitigen Comeback bei vier Turnieren in den Jahren 1995 und 1996 – seine Karriere.
Als Teamchef der französischen Tennisnationalmannschaft gewann Noah mit den Herren dreimal den Davis Cup (1991, 1996 und 2017) und mit den Damen einmal den Fed Cup (1997).

## Erfolge
| Legende                       |
| Grand Slam                    |
| Tennis Masters Cup            |
| ATP Masters Series            |
| ATP International Series Gold |
| ATP International Series      |
| ATP Challenger Tour           |

| ATP-Titel nach Belag |
| Hartplatz            |
| Sand                 |
| Rasen                |
| Teppich              |

### Einzel

#### Turniersiege
| Nr. | Datum              | Turnier      | Belag         | Finalgegner        | Ergebnis                |
| --- | ------------------ | ------------ | ------------- | ------------------ | ----------------------- |
| 1.  | 20. November 1978  | Manila       | Sand (i)      | Peter Feigl        | 7:6, 6:0                |
| 2.  | 27. November 1978  | Kalkutta     | Teppich (i)   | Pascal Portes      | 6:3, 6:2                |
| 3.  | 19. März 1979      | Nancy        | Hartplatz (i) | Jean-Louis Haillet | 6:2, 5:7, 6:1, 7:5      |
| 4.  | 24. September 1979 | Madrid (1)   | Sand          | Manuel Orantes     | 6:3, 6:7, 6:3: 6:2      |
| 5.  | 1. Oktober 1979    | Bordeaux     | Sand          | Harold Solomon     | 6:0, 6:7, 6:1, 1:6, 6:4 |
| 6.  | 2. Februar 1981    | Richmond     | Teppich (i)   | Ivan Lendl         | 6:1, 3:1 aufgg.         |
| 7.  | 6. April 1981      | Nizza        | Sand          | Mario Martínez     | 6:4, 6:2                |
| 8.  | 15. Februar 1982   | La Quinta    | Hartplatz     | Ivan Lendl         | 6:4, 2:6, 7:5           |
| 9.  | 26. Juli 1982      | South Orange | Sand          | Raúl Ramírez       | 6:3, 7:6                |
| 10. | 11. Oktober 1982   | Basel (1)    | Hartplatz (i) | Mats Wilander      | 6:4, 6:2, 6:3           |
| 11. | 6. Dezember 1982   | Toulouse (1) | Hartplatz (i) | Tomáš Šmíd         | 6:3, 6:2                |
| 12. | 25. April 1983     | Madrid (2)   | Sand          | Henrik Sundström   | 3:6, 6:0, 6:2, 6:4      |
| 13. | 9. Mai 1983        | Hamburg      | Sand          | José Higueras      | 3:6, 7:5, 6:2, 6:0      |
| 14. | 23. Mai 1983       | French Open  | Sand          | Mats Wilander      | 6:2, 7:5, 7:6           |
| 15. | 13. Mai 1985       | Rom          | Sand          | Miloslav Mečíř     | 6:3, 3:6, 6:2, 7:6      |
| 16. | 15. Juli 1985      | Washington   | Sand          | Martín Jaite       | 6:4, 6:3                |
| 17. | 7. Oktober 1985    | Toulouse (2) | Hartplatz (i) | Tomáš Šmíd         | 6:4, 6:4                |
| 18. | 5. Mai 1986        | Forest Hills | Sand          | Guillermo Vilas    | 7:6, 6:0                |
| 19. | 10. November 1986  | Wembley      | Teppich (i)   | Jonas Svensson     | 6:2, 6:3, 6:7, 4:6, 7:5 |
| 20. | 2. Februar 1987    | Lyon         | Teppich (i)   | Joakim Nyström     | 6:4, 7:5                |
| 21. | 5. Oktober 1987    | Basel (2)    | Hartplatz (i) | Ronald Agénor      | 7:6, 6:4, 6:4           |
| 22. | 15. Februar 1988   | Mailand      | Teppich (i)   | Jimmy Connors      | 4:4 aufgg.              |
| 23. | 8. Januar 1988     | Sydney       | Hartplatz     | Carl-Uwe Steeb     | 5:7, 6:3, 6:4           |

#### Finalteilnahmen
| Nr. | Datum            | Turnier       | Belag         | Finalgegner     | Ergebnis                |
| --- | ---------------- | ------------- | ------------- | --------------- | ----------------------- |
| 1.  | 17. April 1978   | Nizza (1)     | Sand          | José Higueras   | 3:6, 4:6, 4:6           |
| 2.  | 19. Mai 1980     | Rom           | Sand          | Guillermo Vilas | 0:6, 4:6, 4:6           |
| 3.  | 6. Juli 1981     | Gstaad        | Sand          | Wojciech Fibak  | 1:6, 6:7                |
| 4.  | 29. März 1982    | Nizza (2)     | Sand          | Balázs Taróczy  | 2:6, 6:3, 11:13         |
| 5.  | 4. April 1983    | Lissabon      | Sand          | Mats Wilander   | 6:2, 6:7, 4:6           |
| 6.  | 13. Februar 1984 | La Quinta (1) | Hartplatz     | Jimmy Connors   | 2:6, 7:6, 3:6           |
| 7.  | 28. Januar 1985  | Memphis       | Teppich (i)   | Stefan Edberg   | 1:6, 0:6                |
| 8.  | 14. Oktober 1985 | Basel (1)     | Hartplatz (i) | Stefan Edberg   | 7:6, 4:6, 6:7, 1:6      |
| 9.  | 24. Februar 1986 | La Quinta (2) | Hartplatz     | Joakim Nyström  | 1:6, 3:6, 2:6           |
| 10. | 21. April 1986   | Monte Carlo   | Sand          | Joakim Nyström  | 3:6, 2:6                |
| 11. | 13. Oktober 1986 | Basel (2)     | Hartplatz (i) | Stefan Edberg   | 6:7, 2:6, 7:6, 6:7      |
| 12. | 4. Mai 1987      | Forest Hills  | Sand          | Andrés Gómez    | 4:6, 6:7, 6:7           |
| 13. | 13. März 1989    | Indian Wells  | Hartplatz     | Miloslav Mečíř  | 6:3, 6:2, 1:6, 2:6, 3:6 |

### Doppel

#### Turniersiege
| Nr. | Datum            | Turnier      | Belag         | Doppelpartner   | Finalgegner                     | Ergebnis                |
| --- | ---------------- | ------------ | ------------- | --------------- | ------------------------------- | ----------------------- |
| 1.  | 6. April 1981    | Nizza (1)    | Sand          | Pascal Portes   | Chris Lewis Pavel Složil        | 4:6, 6:3, 6:4           |
| 2.  | 26. Oktober 1981 | Paris        | Hartplatz (i) | Ilie Năstase    | Andrew Jarrett Jonathan Smith   | 6:4, 6:4                |
| 3.  | 29. März 1982    | Nizza (2)    | Sand          | Henri Leconte   | Paul McNamee Balázs Taróczy     | 5:7, 6:4, 6:3           |
| 4.  | 11. Oktober 1982 | Basel        | Hartplatz     | Henri Leconte   | Fritz Buehning Pavel Složil     | 6:2, 6:2                |
| 5.  | 28. Mai 1984     | French Open  | Sand          | Henri Leconte   | Pavel Složil Tomáš Šmíd         | 6:4, 2:6, 3:6, 6:3, 6:2 |
| 6.  | 7. April 1985    | Chicago      | Teppich (i)   | Johan Kriek     | Ken Flach Robert Seguso         | 3:6, 4:6, 7:5, 6:1, 6:4 |
| 7.  | 27. April 1986   | Monte Carlo  | Sand          | Guy Forget      | Joakim Nyström Mats Wilander    | 6:4, 3:6, 6:4           |
| 8.  | 18. Mai 1986     | Rome         | Sand          | Guy Forget      | Mark Edmondson Sherwood Stewart | 7:6, 6:2                |
| 9.  | 19. Oktober 1986 | Basel        | Hartplatz (i) | Guy Forget      | Jan Gunnarsson Tomáš Šmíd       | 7:6, 6:4                |
| 10. | 8. Februar 1987  | Lyon         | Teppich (i)   | Guy Forget      | Kelly Jones David Pate          | 4:6, 6:3, 6:4           |
| 11. | 22. Februar 1987 | Indian Wells | Hartplatz     | Guy Forget      | Boris Becker Eric Jelen         | 6:4, 7:6                |
| 12. | 10. Mai 1987     | Forest Hills | Sand          | Guy Forget      | Gary Donnelly Peter Fleming     | 4:6, 6:4, 6:1           |
| 13. | 17. Mai 1987     | Rome         | Sand          | Guy Forget      | Miloslav Mečíř Tomáš Šmíd       | 6:2, 6:7, 6:3           |
| 14. | 14. Juni 1987    | Queen’s Club | Rasen         | Guy Forget      | Rick Leach Tim Pawsat           | 6:4, 6:4                |
| 15. | 13. März 1988    | Orlando      | Hartplatz     | Guy Forget      | Sherwood Stewart Kim Warwick    | 6:4, 6:4                |
| 16. | 22. April 1990   | Nizza        | Sand          | Alberto Mancini | Marcelo Filippini Horst Skoff   | 6:4, 7:6                |

#### Finalteilnahmen
| Nr. | Datum             | Turnier      | Belag         | Doppelpartner      | Finalgegner                    | Ergebnis                |
| --- | ----------------- | ------------ | ------------- | ------------------ | ------------------------------ | ----------------------- |
| 1.  | 27. November 1978 | Kalkutta     | Teppich (i)   | Gilles Moretton    | Sashi Menon Sherwood Stewart   | 6:7, 4:6                |
| 2.  | 6. Dezember 1982  | Toulouse (1) | Hartplatz (i) | Jean-Louis Haillet | Pavel Složil Tomáš Šmíd        | 4:6, 4:6                |
| 3.  | 28. März 1983     | Monte Carlo  | Sand          | Henri Leconte      | Heinz Günthardt Balázs Taróczy | 2:6, 4:6                |
| 4.  | 23. Januar 1984   | Philadelphia | Teppich (i)   | Henri Leconte      | Peter Fleming John McEnroe     | 2:6, 3:6                |
| 5.  | 26. August 1985   | US Open      | Hartplatz     | Henri Leconte      | Ken Flach Robert Seguso        | 7:6, 6:7, 6:7, 0:6      |
| 6.  | 23. Januar 1984   | La Quinta    | Hartplatz     | Sherwood Stewart   | Peter Fleming Guy Forget       | 4:6, 3:6                |
| 7.  | 7. Dezember 1986  | Masters      | Teppich (i)   | Guy Forget         | Stefan Edberg Anders Järryd    | 3:6, 6:7, 3:6           |
| 8.  | 7. Juni 1987      | French Open  | Sand          | Guy Forget         | Anders Järryd Robert Seguso    | 7:6, 7:6, 3:6, 4:6, 2:6 |
| 9.  | 16. Oktober 1988  | Toulouse (2) | Hartplatz (i) | Mansour Bahrami    | Tom Nijssen Ricki Osterthun    | 3:6, 4:6                |

## Karriere als Sänger
Erfolgreich war Noah als Sänger insbesondere mit den Chansons Aux arbres citoyens, das den ersten Platz in der französischen Hitparade erreichte, Saga Africa und Métisse(s). Für sein Album Charango erhielt er 2006 eine Goldene Schallplatte. Am 2. Juli 2005 trat er bei Live 8 in Paris auf.

## Sonstiges
Noah wuchs zwischen dem zweiten und zwölften Lebensjahr in Kamerun im Dorf Etoudi (heute ein Stadtteil von Yaoundé) auf, ehe ihn seine Eltern nach Nizza schickten, um dort Schul- und Tennisausbildung zu verbinden. Nach dem Tod seines Vaters wurde Noah 2017 als dessen Nachfolger Dorfvorsteher von Etoudi. Dort baute er das Village Noah (deutsch: Noah-Dorf) auf, das Urlaubs-, Freizeit-, Sport-, Kultureinrichtungen sowie eine in den 1960er Jahren von seiner Mutter gegründete Schule umfasst. Im Rahmen eines Staatsbesuchs im Juli 2022 besuchte der französische Präsident Emmanuel Macron das Village Noah.
Neben seiner Karriere als Sänger arbeitete er als Berater für die kamerunische Fußballnationalmannschaft. Er engagiert sich auch für französische Hilfsorganisationen wie Les Restos du Cœur und den von ihm gegründeten Verein Les enfants de la Terre. 
Zudem nimmt er regelmäßig am jährlichen Wohltätigkeitskonzert der Les Enfoirés, dem größten Medienereignis in der frankophonen Welt, teil.
1996 war er in der Vorbereitung auf das Endspiel im Europapokal der Pokalsieger Mentaltrainer der Fußballmannschaft Paris Saint-Germain und trug auf diese Weise zum Gewinn des Wettbewerbs bei.
Sein Vater Zacharie stammte aus Kamerun und war Profifußballer, seine französische Mutter Marie-Claire war Lehrerin. Aus Noahs erster Ehe mit dem schwedischen Fotomodell (Miss Schweden 1978) Cecilia Rodhe stammen seine ältesten Kinder Joakim und Yéléna. Joakim Noah war Basketball-Profi in der NBA und französischer Nationalspieler. Yéléna Noah arbeitet als Fotomodell.
2005 wurde er in einer Umfrage der französischen Sonntagszeitung Le Journal du Dimanche zum beliebtesten Franzosen gewählt.
In einer Umfrage des Ifop-Instituts, die im Januar 2010 vorgestellt wurde, wurde Noah zum fünften Mal in Folge zur beliebtesten Persönlichkeit Frankreichs gewählt.

## Diskografie

### Alben
- 1991: Black And What ! (FR: Gold)

| Jahr | Titel              | Höchstplatzierung, Gesamtwochen, AuszeichnungChartplatzierungen (Jahr, Titel, Platzierungen, Wochen, Auszeichnungen, Anmerkungen) | Höchstplatzierung, Gesamtwochen, AuszeichnungChartplatzierungen (Jahr, Titel, Platzierungen, Wochen, Auszeichnungen, Anmerkungen) | Höchstplatzierung, Gesamtwochen, AuszeichnungChartplatzierungen (Jahr, Titel, Platzierungen, Wochen, Auszeichnungen, Anmerkungen) | Anmerkungen                              |
| Jahr | Titel              | FR | CH | BEW | Anmerkungen                              |
| ---- | ------------------ | --- | --- | --- | ---------------------------------------- |
| 2000 | Yannick Noah       | FR1 Diamant · (106 Wo.)FR | CH26 Gold · (45 Wo.)CH | BEW2 Platin · (65 Wo.)BEW | Erstveröffentlichung: 19. September 2000 |
| 2002 | Live               | FR16 Gold · (19 Wo.)FR | CH82 (2 Wo.)CH | BEW40 (3 Wo.)BEW | Erstveröffentlichung: 5. Oktober 2002    |
| 2003 | Pokhara            | FR1 Diamant · (105 Wo.)FR | CH23 Gold · (41 Wo.)CH | BEW2 Gold · (87 Wo.)BEW | Erstveröffentlichung: 25. August 2003    |
| 2004 | Yannick Noah Live  | FR134 (6 Wo.)FR | — | — | Erstveröffentlichung: 17. Oktober 2004   |
| 2005 | Métisse(s)         | FR2 Platin · (69 Wo.)FR | CH28 (13 Wo.)CH | BEW4 Gold · (32 Wo.)BEW | Erstveröffentlichung: 6. Juni 2005       |
| 2006 | Charango           | FR1 Diamant · (129 Wo.)FR | CH7 Gold · (40 Wo.)CH | BEW1 Platin · (85 Wo.)BEW | Erstveröffentlichung: 13. Oktober 2006   |
| 2010 | Frontières         | FR1 Diamant · (94 Wo.)FR | CH4 (19 Wo.)CH | BEW1 Platin · (60 Wo.)BEW | Erstveröffentlichung: 23. August 2010    |
| 2012 | Hommage            | FR1 Platin · (25 Wo.)FR | CH19 (8 Wo.)CH | BEW1 (28 Wo.)BEW | Erstveröffentlichung: 28. Mai 2012       |
| 2014 | Combats ordinaires | FR1 Platin · (34 Wo.)FR | CH20 (13 Wo.)CH | BEW2 (46 Wo.)BEW | Erstveröffentlichung: 2. Juni 2014       |
| 2019 | Bonheur indigo     | FR5 (13 Wo.)FR | CH40 (6 Wo.)CH | BEW6 (18 Wo.)BEW | Erstveröffentlichung: 6. September 2019  |
| 2022 | La marfée          | FR7 (11 Wo.)FR | CH69 (1 Wo.)CH | BEW20 (10 Wo.)BEW | Erstveröffentlichung: 21. Oktober 2022   |

### Singles
| Jahr | Titel Album                                       | Höchstplatzierung, Gesamtwochen, AuszeichnungChartplatzierungen (Jahr, Titel, Album, Platzierungen, Wochen, Auszeichnungen, Anmerkungen) | Höchstplatzierung, Gesamtwochen, AuszeichnungChartplatzierungen (Jahr, Titel, Album, Platzierungen, Wochen, Auszeichnungen, Anmerkungen) | Höchstplatzierung, Gesamtwochen, AuszeichnungChartplatzierungen (Jahr, Titel, Album, Platzierungen, Wochen, Auszeichnungen, Anmerkungen) | Anmerkungen                                            |
| Jahr | Titel Album                                       | FR | CH | BEW | Anmerkungen                                            |
| ---- | ------------------------------------------------- | --- | --- | --- | ------------------------------------------------------ |
| 1991 | Saga Africa Black And What !                      | FR2 Gold · (22 Wo.)FR | — | — | Erstveröffentlichung: 1. Juni 1991                     |
| 1991 | Don’t Stay (Far Away Baby) Black And What !       | FR39 (9 Wo.)FR | — | — | Erstveröffentlichung: 30. November 1991                |
| 2000 | Simon papa tara Yannick Noah                      | FR12 Gold · (33 Wo.)FR | — | BEW32 (5 Wo.)BEW | Erstveröffentlichung: 26. August 2000                  |
| 2001 | La voix des sages (No More Fighting) Yannick Noah | FR3 Gold · (29 Wo.)FR | — | BEW16 (14 Wo.)BEW | Erstveröffentlichung: 26. Mai 2001                     |
| 2002 | Les Lionnes Yannick Noah                          | FR16 (16 Wo.)FR | — | — | Erstveröffentlichung: 12. Januar 2002                  |
| 2002 | Jamafrica Yannick Noah                            | FR52 (9 Wo.)FR | — | — | Erstveröffentlichung: 22. Juni 2002                    |
| 2003 | Si tu savais Pokhara                              | FR22 (21 Wo.)FR | CH77 (3 Wo.)CH | BEW31 (6 Wo.)BEW | Erstveröffentlichung: 7. September 2003                |
| 2004 | Ose Pokhara                                       | FR13 (21 Wo.)FR | CH41 (14 Wo.)CH | BEW19 (13 Wo.)BEW | Erstveröffentlichung: 18. Januar 2004                  |
| 2004 | Mon Eldorado (du soleil…) Pokhara                 | FR19 (20 Wo.)FR | CH59 (11 Wo.)CH | BEW23 (12 Wo.)BEW | Erstveröffentlichung: 27. Juni 2004                    |
| 2005 | Métis(se) Métisse(s)                              | FR11 Gold · (20 Wo.)FR | CH41 (10 Wo.)CH | BEW22 (12 Wo.)BEW | Erstveröffentlichung: 18. Juni 2005 mit Disiz la Peste |
| 2006 | Donne-moi une vie Charango                        | FR8 Silber · (29 Wo.)FR | CH46 (19 Wo.)CH | BEW5 (27 Wo.)BEW | Erstveröffentlichung: 23. September 2006               |
| 2007 | Aux arbres citoyens Charango                      | FR1 Gold · (26 Wo.)FR | CH41 (13 Wo.)CH | BEW2 (26 Wo.)BEW | Erstveröffentlichung: 17. Februar 2007                 |
| 2007 | Destination ailleurs Charango                     | FR8 (24 Wo.)FR | — | BEW19 (11 Wo.)BEW | Erstveröffentlichung: 23. Juni 2007                    |
| 2010 | Angela Frontières                                 | — | CH71 (3 Wo.)CH | BEW8 (22 Wo.)BEW | Erstveröffentlichung: 3. Mai 2010                      |
| 2011 | Ça me regarde Frontières                          | FR80 (2 Wo.)FR | — | BEW34 (9 Wo.)BEW | Erstveröffentlichung: 29. Januar 2011                  |
| 2012 | Redemption Song Hommage                           | FR48 (8 Wo.)FR | — | BEW33 (2 Wo.)BEW | Erstveröffentlichung: 2. April 2012                    |
| 2014 | On court Combats ordinaires                       | FR47 (22 Wo.)FR | — | BEW42 (1 Wo.)BEW | Erstveröffentlichung: 19. Mai 2014                     |
| 2019 | Viens Bonheur indigo                              | — | — | BEW17 (11 Wo.)BEW | Erstveröffentlichung: 14. Juni 2019                    |
| 2022 | La vie c’est maintenant La marfée                 | — | — | BEW49 (2 Wo.)BEW | Erstveröffentlichung: 21. Oktober 2022                 |

grau schraffiert: keine Chartdaten aus diesem Jahr verfügbar

## Videoalben
- 2004: Quand Vous Etes La (FR: Diamant)
- 2007: Un Autre Voyage (FR: Diamant)
- 2011: Yannick Noah Tour (FR: Diamant)

## Auszeichnungen für Musikverkäufe
| Platin-Schallplatte - Europa - 2004: für das Album Yannick Noah - 2004: für das Album Pokhara |

Anmerkung: Auszeichnungen in Ländern aus den Charttabellen bzw. Chartboxen sind in ebendiesen zu finden.
| Land/RegionAuszeichnungen für Musikverkäufe (Land/Region, Auszeichnungen, Verkäufe, Quellen) | Silber  | Gold       | Platin     | Diamant     | Verkäufe    | Quellen                                                   |
| -------------------------------------------------------------------------------------------- | ------- | ---------- | ---------- | ----------- | ----------- | --------------------------------------------------------- |
| Belgien (BRMA)                                                                               | —       | 2× Gold2   | 3× Platin3 | —           | 110.000     | ultratop.be                                               |
| Europa (IFPI)                                                                                | —       | —          | 2× Platin2 | —           | (2.000.000) | ifpi.org (Memento vom 1. Januar 2014 im Internet Archive) |
| Frankreich (SNEP)                                                                            | Silber1 | 7× Gold7   | 3× Platin3 | 7× Diamant7 | 5.510.000   | infodisc.fr snepmusique.com                               |
| Schweiz (IFPI)                                                                               | —       | 3× Gold3   | —          | —           | 60.000      | hitparade.ch                                              |
| Insgesamt                                                                                    | Silber1 | 12× Gold12 | 8× Platin8 | 7× Diamant7 |             |                                                           |